# Hookeria magellanica
Hookeria magellanica là một loài Rêu trong họ Hookeriaceae. Loài này được (P. Beauv.) Arn. mô tả khoa học đầu tiên năm 1827.